# Brödticka
Brödticka eller tuvticka (Albatrellus confluens) är en svampart som först beskrevs av Alb. & Schwein., och fick sitt nu gällande namn av Kotl. & Pouzar 1957. Brödticka ingår i släktet Albatrellus och familjen Albatrellaceae.  Arten är reproducerande i Sverige. Inga underarter finns listade i Catalogue of Life.

## Källor

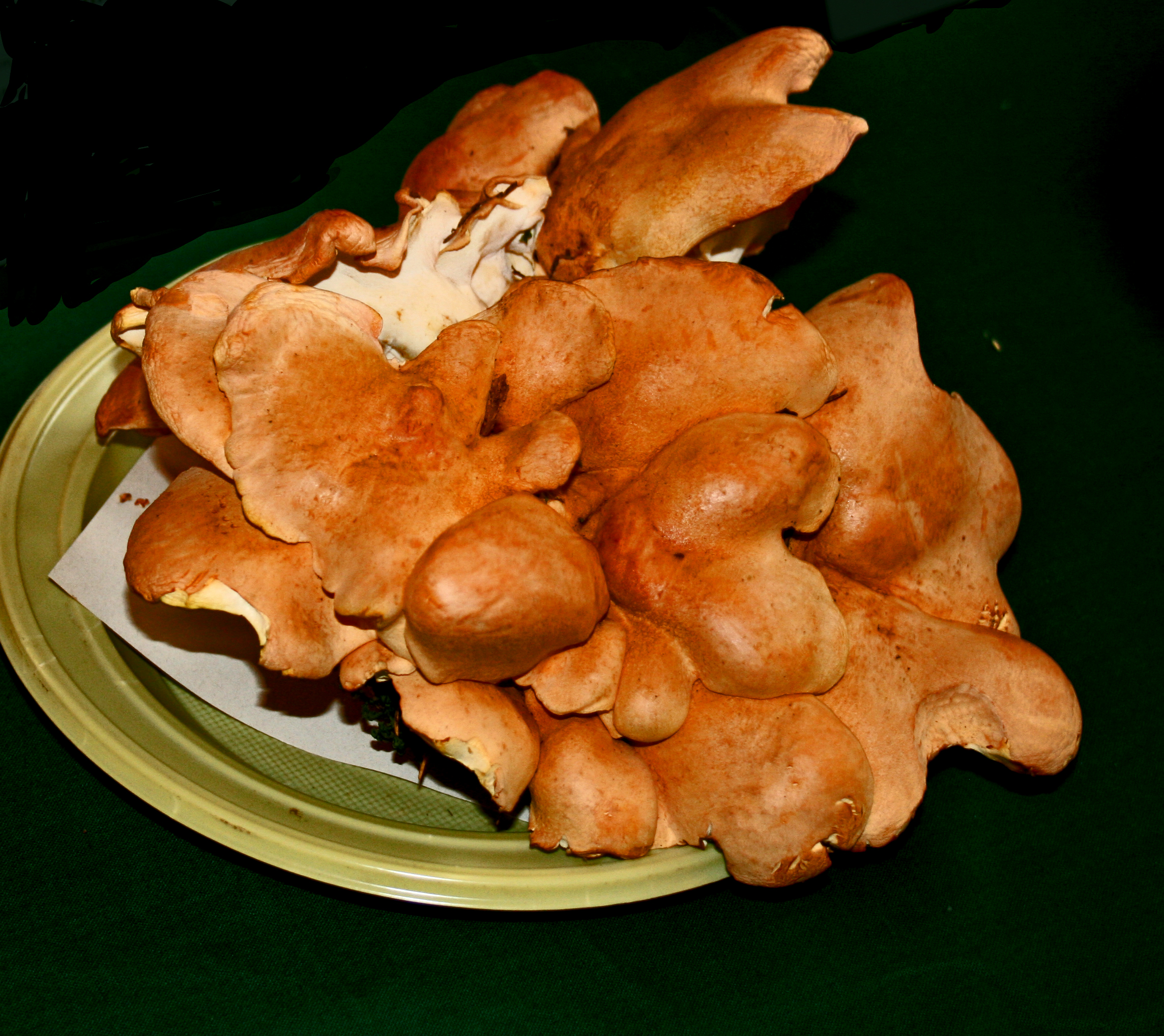